# Shelbina (Missouri)
Shelbina est une ville du comté de Shelby, dans le Missouri, aux États-Unis,. Située au sud du comté, elle est incorporée en 1867.

## Démographie
Lors du recensement de 2010, la ville comptait une population de 1 704 habitants. Elle est estimée, en 2016, à 1 623 habitants.

### Source de la traduction
- (en) Cet article est partiellement ou en totalité issu de l’article de Wikipédia en anglais intitulé « Shelbina, Missouri » (voir la liste des auteurs).